# Rikke Høgsted
 Der er for få eller ingen kildehenvisninger i denne artikel, hvilket er et problem. Du kan hjælpe ved at angive troværdige kilder til de påstande, som fremføres i artiklen.

Rikke Høgsted (født 22. marts 1968) er en dansk psykolog med speciale inden for forebyggelse af mental slitage og skader knyttet til fagfolk med et psykisk krævende arbejde. Rikke er ophavskvinden til begrebet belastningspsykologi. Hun har skrevet en række bøger med særlig fokus på krisepsykologi, tab og sorg og bøger rettet mod udsendte soldater og deres pårørende samt en grundbog i belastningspsykologi. Hun holder foredrag og temadage for professionelle behandlere.

## Karriere
Rikke Høgsted er uddannet cand.psych. fra Københavns Universitet i 1998, blev autoriseret af Psykolognævnet i 2002, og specialist i psykoterapi i 2010 og i psykotraumatologi i 2014. Hun er medlem af Dansk Psykologforening.
Rikke Høgsted har arbejdet som konsulent i Dansk Røde Kors, rådgiver i Kræftens Bekæmpelse, militærpsykolog i Det Danske Forsvar, chefpsykolog i Falck Healthcare og udviklingschef i Region Hovedstadens Psykiatri. Hun har særlig erfaring med arbejdet i mentale højrisikoerhverv og har blandt andet løst krisepsykologiske opgaver i Irak (ISAF) og Afghanistan, og hun har ydet danske rederier akut bistand i forbindelse med ulykker, gidseltagning og andre kritiske hændelser rundt om i verden.
Rikke Høgsted stiftede i 2017 Institut for Belastningspsykologi